# Rochester Hills
Rochester Hills es una ciudad ubicada en el condado de Oakland en el estado estadounidense de Míchigan. En el censo de 2010 tenía una población de 70.995 habitantes y una densidad poblacional de 832,92 personas por km².

## Geografía
Rochester Hills se encuentra ubicada en las coordenadas 42°39′49″N 83°9′33″O / 42.66361, -83.15917. Según la Oficina del Censo de los Estados Unidos, Rochester Hills tiene una superficie total de 85,24 km², de la cual 85 km² corresponden a tierra firme y (0,27%) 0,23 km² es agua.

## Demografía
Según el censo de 2010, había 70.995 personas residiendo en Rochester Hills. La densidad de población era de 832,92 hab./km². De los 70.995 habitantes, Rochester Hills estaba compuesto por el 82,13% blancos, el 4,55% eran afroamericanos, el 0,19% eran amerindios, el 10,5% eran asiáticos, el 0,01% eran isleños del Pacífico, el 0,69% eran de otras razas y el 1,93% pertenecían a dos o más razas. Del total de la población el 3,07% eran hispanos o latinos de cualquier raza.